# Episodi di I Am Cait (prima stagione)
La prima stagione di I Am Cait è andata in onda negli Stati Uniti dal 26 luglio al 13 settembre 2015.
| n° | Titolo originale      | Prima TV USA      | Prima TV Italia |
| -- | --------------------- | ----------------- | --------------- |
| 1  | Meeting Cait          | 26 luglio 2015    |                 |
| 2  | The Road Trip: Part 1 | 2 agosto 2015     |                 |
| 3  | The Road Trip: Part 2 | 9 agosto 2015     |                 |
| 4  | Family Interference   | 16 agosto 2015    |                 |
| 5  | Take Pride            | 23 agosto 2015    |                 |
| 6  | The Dating Game       | 30 agosto 2015    |                 |
| 7  | What's in a Name?     | 6 settembre 2015  |                 |
| 8  | A New Beginning       | 13 settembre 2015 |                 |

## Meeting Cait

### Trama
Caitlyn Jenner annuncia finalmente la sua nuova identità al pubblico e condivide per la prima volta la notizia con la sua famiglia. Jenner è estremamente nervosa prima di incontrare la madre, Esther, che inizialmente ha difficoltà ad accettare il cambiamento. La figlia di Jenner, Kylie, fa una visita inaspettata ed aiuta il padre con le extension per i capelli. La figliastra di Jenner Kim Kardashian e suo marito Kanye West le fanno anche loro visita. Nel corso dell'episodio, Jenner parla del tasso di suicidio significativamente più alto tra gli adolescenti transgender e successivamente visita i genitori di Kyler Prescott, una delle vittime di transfobia.

## The Road Trip: Part 1

### Trama
Jenner invita a cena sei membri attivi della comunità transgender: Zackary Drucker, Jen Richards, Drian Juarez, Jennifer Finney Boylan, Chandi Moore e Candis Cayne. Il gruppo inizia il viaggio nella Contea di Sonoma, in California, con i nuovi amici della comunità LGBT che si chiedono se Jenner sia la persona adatta a diventare la portavoce a causa del suo status privilegiato di celebrità.

## The Road Trip: Part 2

### Trama
Caitlyn vuole regale alle sue nuove amiche il viaggio di una vita e la sfidano ad andare oltre i suoi limiti. Cait deve trovare un modo per bilanciare le sue vecchie amicizie con quelle nuove.

## Family Interference

### Trama
Candis Cayne invita Caitlyn a dormire per serata di sole donne. Kim e Khloé Kardashian discutono a causa dei commenti rivolti a Kris Jenner nell'intervista fatta a Cait su Vanity Fair. Più tardi, Caitlyn visita un gruppo di supporto per famiglie con bambini transgender.